# هیپولیتوس رومی
هیپولیتوس (حدود ۱۷۰–۲۳۵ پس از میلاد) یکی از مهمترین متکلمان مسیحی قرن دوم بود که هنوز معلوم نیست دقیقاً کجا زندگی می‌کرده، که بوده یا در کجا مرده و دفن شده‌است، شاید در فلسطین، مصر، آناتولی، روم یا مناطق دیگری از خاورمیانه. مورخان ادبیات صدر مسیحیت، نظیر اوسبیوس قیصری و ایرونیموس اهل ایلیریه صاحب ولگاته، می‌گویند معلوم نیست این مهم‌ترین مفسر کتاب مقدس و متاله مسیحی، اصلاً کجا زندگی می‌کرده‌است. می‌گویند آثار او را خوانده‌اند اما گواهی در دست نداریم که نشان بدهد او در جایی تعلیم می‌داده یا منبری و پیروانی داشته‌است. فوتیوس اول قسطنطنیه در کتاب نامه می‌گوید وی شاگرد ایرنایوس و ایرنایوس شاگرد پلیکارپ بوده‌است، ولی سیاق متن نشان می‌دهد این ادعای خود هیپولیتوس بوده‌است و جای تردید دارد. عده ای می‌گویند او با پاپ زمانه خود مخالف بود و رقیب اسقف روم شد و گروهی را نیز دور خود جمع کرد. چون پاپ‌های روم اواع گروه‌ها را که اعتقادات مختلفی داشتند می‌پذیرفتند و هم کیش خود می‌دانستند، ولی هیپولیتوس مخالفان خود را مشرک می‌دانست و با درون گذاری آن‌ها مخالف بود. می‌گویند قبل از شهادتش با کلیسا آشتی کرده بود.